# صموئيل بيري
صموئيل بيري (بالإنجليزية: Samuel Perry) هو سياسي بريطاني (وحمل سابقاً جنسية المملكة المتحدة لبريطانيا العظمى وأيرلندا)، ولد في 29 يونيو 1877 في ستوكبورت في المملكة المتحدة، وتوفي في 19 أكتوبر 1954 في المملكة المتحدة. حزبياً، نشط في حزب العمال. في الانتخابات العامة في المملكة المتحدة 1923 ‏، انتخب عضو برلمان المملكة المتحدة الـ33 عن دائرة كيترينج (6 ديسمبر 1923 – 9 أكتوبر 1924) وفي الانتخابات العامة في المملكة المتحدة 1929 ‏، انتخب عضو برلمان المملكة المتحدة الـ35 عن دائرة كيترينج (30 مايو 1929 – 7 أكتوبر 1931).